# Самерсет (острво)

Самерсет (енгл. Somerset Island) је ненасељено канадско острво у канадском арктичком архипелагу. Налази се северно од полуострва Бутија, западно од Бафинове земље, источно од острва Принц од Велса и јужно од острва Девон.
Има површину од 24.786 km² што га чини 46. острвом по величини на свету и 12. у Канади. 
Око 1000. године нове ере на северним обалама острва је живео народ Туле, што потврђују кости китова, тунели и камене рушевине. Вилијем Едвард Пери је као први Европљанин 1819. угледао острво Самерсет. Године 1848. Џејмс Кларк Рос, командујући са два брода, искрцао се у Порт Леополду на североисточној обали острва. У априлу следеће године он је покренуо истраживање острва на санкама. 